# Claude-Étienne Luce

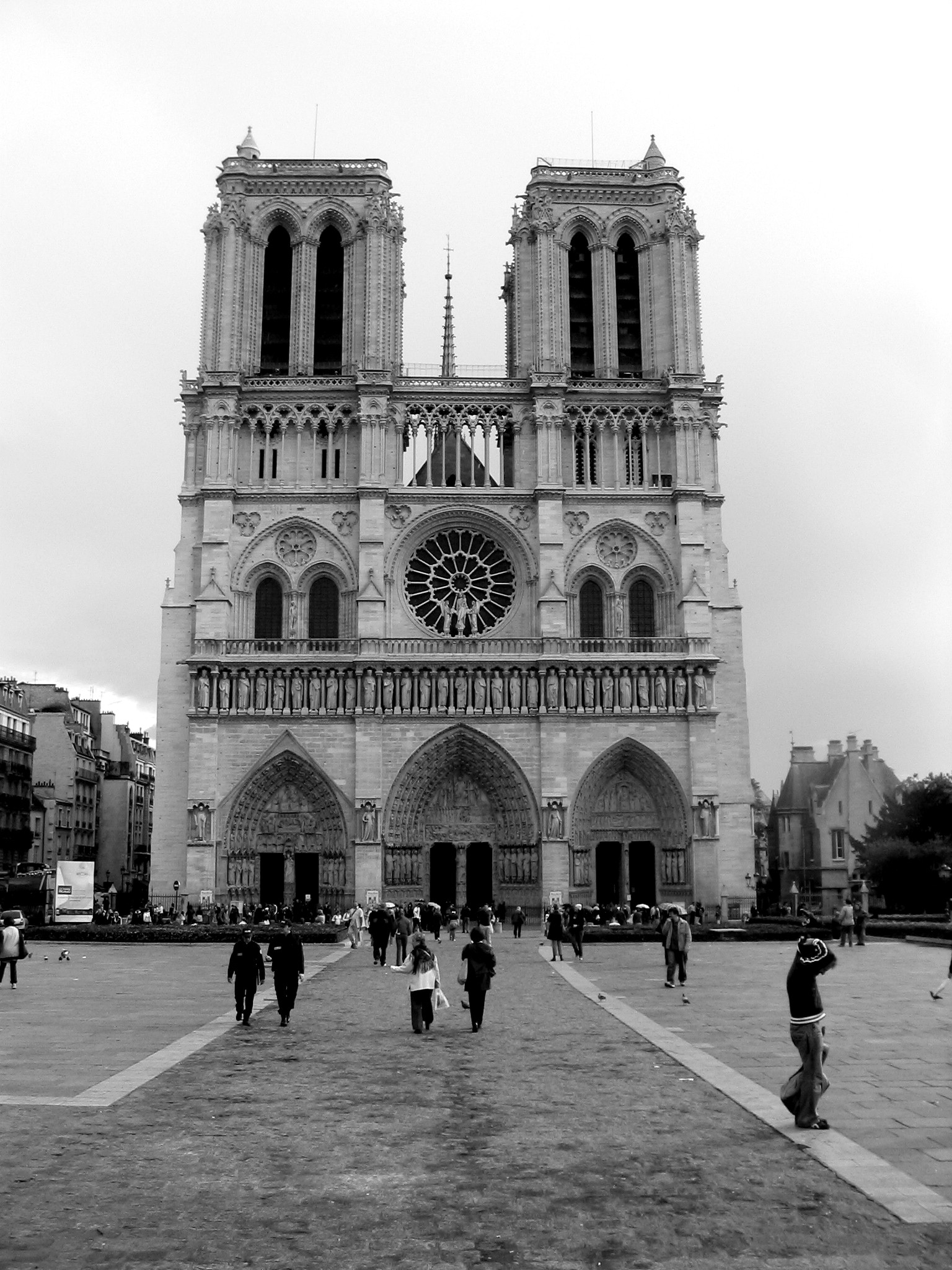
Cathédrale Notre-Dame de Paris

Claude-Étienne Luce fut un important organiste français.  Il fut organiste de l'Église Saint-Sulpice et de Notre-Dame.